# Guitburga
Guitburga (Guitburga d'Herbauges, Witburga d'Hornbach) fou una princesa carolíngia, esposa de Guillem I de Tolosa. Era filla del comte Lambert d'Herbauges (Hornbach).
Es va casar amb primeres noces amb un suposat comte Guillem I d'Autun, en una data vers 784 i se li atribueix com a filla a Roslinda i/o Helimburga (Helmburgis o Helimbruc) de Gel·lona (que podrien ser la mateixa persona). Suposadament en segones noces es va casar amb Guillem I de Tolosa després del 790. Guillem va tenir nombrosos fills però el nom de la mare de cadascun no està determinat. Armand de Fluvià a la seva genealogia considera fills de Guitburga a:
- Bernat de Septimània (800-844), Duc de Septimània
- Gaucelm del Rosselló, (?-834), comte de Rasès i Conflent
- Teodoric (?-841) (comte d'Autun per delegació de Bernat)
- Heribert (-841), comte (cegat per orde de Lotari I el 830)
- Guarner (mort jove?)
- Guitgari (+ vers 832) (esmentat només a la fundació de l'abadia de Gel·lona)
- Adalelm o Hildehelm (esmentat només a la fundació de l'abadia de Gel·lona)
- Helmburgis o Helimbruc, morta jove abans del 804 o la mateixa que la següent
- Roslinda (785-820, comtessa consort de Corbie, casada amb Wala o Vala comte i abat de Corbie.
- Romil·la, suposada esposa de Berà

No consta de fet cap comte Guillem d'Autun però les dades conegudes són incompletes. Si va existir és probable que les tres darreres (potser només dues de fet) fossin filles d'aquest matrimoni. Armand de Fluvià considera que no hi ha un comte Guillem d'Autun, i que només es va casar amb Guillem de Tolosa i, per tant, tots els fills els atribueix a aquest. Els seus fill amb aquest van haver de néixer entre el 791 i el 803. Va morir després d'aquesta data.